# Charietto (Heermeister)
Charietto war ein Heermeister (magister militum) des spätantiken Römischen Reiches Ende des 4. Jahrhunderts n. Chr.
Wie viele Heermeister dieser Zeit war Charietto germanischer, genauer westgermanischer Herkunft, wie sein Name verrät. Vielleicht war er Franke und als Teil einer Gruppe fränkischer Offiziere im Heer aufgestiegen. Er wird in den Quellen nur einmal erwähnt, nämlich in einem durch Gregor von Tours überlieferten Zitat aus dem sonst nicht erhaltenen Geschichtswerk des Zeitgenossen Sulpicius Alexander. Darin wird Charietto gemeinsam mit einem Syrus (vielleicht identisch mit Domninos?) als Nachfolger des Nanninus als Befehlshaber der römischen Truppen in Gallien genannt. Nanninus war Befehlshaber der Truppen unter dem Usurpator Magnus Maximus und dessen Sohn Flavius Victor gewesen, die 388 jedoch von Kaiser Theodosius I. und dem General Arbogast besiegt wurden. Den Bürgerkrieg zwischen Maximus und Theodosius hatten die Franken unter Marcomer, Gennobaudes und Sunno zum Anlass genommen, in die römischen Provinzen einzufallen. Charietto und Syrus kämpften in diesem Zusammenhang, wohl im Jahr 389, gegen die Franken; wahrscheinlich hatte Charietto die Stellung eines magister militum per Gallias (Heermeister für Gallien) inne. Charietto diente somit wohl formal unter Kaiser Valentinian II. und faktisch unter dessen mächtigem Heermeister Arbogast, der die eigentliche Macht im Westen des Reiches innehatte. Über Chariettos weiteres Schicksal ist jedoch nichts bekannt.